# Aeroportul Antoine-Simon
Aeroportul Antoine-Simon (IATA: CYA, ICAO: MTCA) este un aeroport din Haiti ce deservește zona Les Cayes.
Situat la o altitudine de 62 m, aeroportul dispune de 1 pistă.

## Infrastructură

### Piste
Aeroportul dispune de o singură pistă. Pista 08/26 are suprafața de asfalt și dimensiunile 1.020 m × 25 m. 